# You Only Move Twice (The Simpsons)
"Só se muda Duas Vezes" é o 2º episódio da 8ª Temporada de Os Simpsons, onde mostra que um verdadeiro lar nunca mudará.

## Sinopse
Funcionários das Indústrias Globex estão procurando novos funcionários, e na lista deles estão Waylon Smithers e Homer Simpson; entretanto, Smithers recusa o convite, mas Homer aceita, e para facilitar o acesso até a nova indústria núclear, Homer e sua família terão de se mudar para uma nova cidade. No início da "nova vida" dos Simpsons, tudo é bonito; só que com o passar do tempo, Marge acaba ficando sem ter o que fazer, pois na nova cidade ela não tem amigas e normalmente ela arrumaria a casa, como a nova casa é totalmente automatizada e se auto-arruma, além de Lisa que tem alergia às estranhas plantas da nova cidade. Com a infelicidade da família, Homer decide largar o emprego e voltar a Springfield, onde todos na família Simpson são felizes.